# Escola Superior d'Art Dramàtic de València
L'Escola Superior d'Art Dramàtic de València és l'únic centre superior per fer els estudis d'art dramàtic del País Valencià. El 2022 s'hi poden cursar les especialitats de Direcció Escènica i Dramatúrgia i d'Interpretació.

## Història
Els orígens de l'ESADV es remunten a l'any 1910, quan el Conservatori de Música de València, fundat l'any 1879, comença els ensenyaments teatrals sota el nom de Declamació.
El curs 1978-1979 s'implanta el nou pla d'estudis que havia esbossat Díaz Zamora. Les principals novetats d'aquest «Pla Experimental d’Art Dramàtic», que pretenia equiparar-se amb els currículums de la resta de l’Estat, són dos cursos de dansa i un d’esgrima que intensifiquen el treball físic, dos cursos de cant i, també, l’augment de càrrega lectiva en l’àrea de Teoria teatral. L’any 1982 es crea l’Escola d’Art Dramàtic i Dansa de València i desapareix, finalment, la vinculació amb el Conservatori de Música. El primer director és Andrés Oliva, càrrec que va ocupar Díaz Zamora l'any 1984, seguit de Javier Gómez i, a partir de 2002, de Leopoldo García Aranda.
L'any 1992 el pla d’estudis es divideix en Interpretació, Direcció i Dramatúrgia, i Escenografia, del qual només s'autoritza l'especialitat d'Interpretació, opció Textual. Actualment, però, les especialitats autoritzades són dues: Direcció Escènica i Dramatúrgia, i Interpretació. L’any següent comença la implantació de la LOGSE i es crea el Conservatori de Dansa de València, que se separa d’Art Dramàtic.
Als anys noranta s'enceta la via dels cursos específics, entre els quals podem destacar els dirigits per Torgeit Wethal, Eric Thamers, José M. Cid, Esperanza Abad, Pilar Francés, Nadine Abad i Emilio Gutiérrez Caba. Així mateix, destaquen les mostres dels tallers de final de carrera.
L'any 2003 comença l'Escola d’Estiu de l'ESADV; aquesta primera edició es dedica a Stanislavski amb una sèrie de cursos impartits per membres de l’Escola de Teatre de l’Art de Moscou. L'any següent es dedica a l'Odin Teatret amb la participació de Roberta Carreri i Torgeir Wethal.
Al llarg de la història de l'escola s'han fet intercanvis internacionals amb la Theaterhochscule de Zuric, la Facultat de Teatre i Cinema de Lisboa o la Facultat de Teatre de la Universitat del Quebec.
Aquesta escola, que actualment depèn de l’Institut Superior d’Ensenyances Artístiques de la Comunitat Valenciana (ISEACV), manté un conveni de col·laboració amb la Universitat de València.